# Sono (Mondokan)
Sono is een bestuurslaag in het regentschap Sragen van de provincie Midden-Java, Indonesië. Sono telt 2416 inwoners (volkstelling 2010).